# تأثير الفراشة

مخطط لجذاب لورينتز الغريب لقيم ρ=28, σ = 10, β = 8/3. إن تأثير الفراشة أو الاعتماد الحساس على الشروط الابتدائية هو خاصية نظام ديناميكي أنه، بدءاً من أي الشروط الابتدائية البديلة العديدة لا على التعيبن على الجذاب، فإن النقاط المكررة ستصبح منتشرة دون تعيين من بعضها البعض.

إن مصطلح تأثير الفراشة أو (نظرية الفوضى) في النظريات الفيزيائية والفلسفية وغيرها من فروع المعرفة، هو استعارة لفظية، أو مصطلح مجازي، يستخدم للتعبير عن مفهوم الاعتماد الحساس والمهم للحدث على الظروف الأولى المحيطة له في نظرية الشواش وتطبيقاتها في العلوم المختلفة. وهذا المصطلح يأتي للوصف المجازي لحالةٍ ما، وليس لتفسير الحالة. ويشير هذا المصطلح في الأساس إلى أن الفروق الصغيرة في الحالة الأولى لنظام متحرك ديناميكي قد ينتج عنها في المدى البعيد فروقات كبيرة في تصرفات وسلوكيات هذا النظام.
وهذا التعبير المجازي يصفُ تلك الظواهر ذات الترابطات والتأثيرات المتبادلة والمتواترة التي تنجم عن حدث أول، قد يكون بسيطا في حد ذاته، لكنه يولد سلسلة متتابعة من النتائج والتطورات المتتالية والتي يفوق حجمها بمراحل حدث البداية، وبشكل قد لا يتوقعه أحد، وفي أماكن أبعد ما يكون عن التوقع، وهو ما عبر عنه مفسرو هذه النظرية بشكل تمثيلي يقول بما معناه، أن (رفرفة جناح فراشة في الصين قد يتسبب عنه فيضانات وأعاصير ورياح هادرة في أبعد الأماكن في أمريكا أو أوروبا أو أفريقيا.) والمثال المشهور والذي يصور فكرة أن سلوك النظام المتحرك يعتمد على فروقات بسيطة في مراحله الأولى هو مثال الكرة. إذ عند وضع كرة ما في أعلى تلة ما، يمكن أن تتدحرج في أي اتجاه بناء على فروقات صغيرة في موضعها الأول. وظف هذا المصطلح المجازي كثير في الكتابات الأدبية، فمثلا حدث في لحظة ما قد يغير حياة شخص بأكملها.
ابتكر هذة النظرية إدوارد لورينتز عام 1963.

## في الجمل الفيزيائية

### في ميكانيكا الكم
تم دراسة إمكانية الاعتماد الحساس على الشروط الابتدائية (تأثير الفراشة) في عدة حالات من الفيزياء شبه الكلاسيكية والفيزياء الكمومية متضمنة الذرات في حقول قوية ومسألة كيبلر غير متماثلة المناحي.

## التاريخ
يقول يوهان غوتليب فيشته في كتابه (The Vocation Of Man-1800): «لا يمكنك إزالة حبة رمل واحدة من مكانها دون... تغيير شيء ما عبر جميع أجزاء الكل اللامحدود».
وُصِفَت نظرية الفوضى والاعتماد الدقيق على الشروط الأولية في الأدب كمسألة محددة لمعضلة الأجسام الثلاث لهنري بوانكاريه في عام 1890، واقترح فيما بعد أن مثل هذه الظواهر يمكن أن تكون شائعة كما في علم الأرصاد الجوية مثلًا.
وفي عام 1898، لاحظ جاك هادامار التباعد العام للمسارات في فضاءات الانحناء السلبي، كما ناقش بيير دويم الأهمية العامة المحتملة لهذا في عام 1908.
كان أول ظهور لفكرة أن فراشة واحدة قد تؤدي إلى تأثير مضاعف أو موجي (Ripple effect) يؤثر في نهاية المطاف على الأحداث التاريخية اللاحقة، في قصة قصيرة لراي برادبري تدعى «صوت الرعد-1952» تتحدث عن السفر عبر الزمن.
في عام 1961، كان لورنتز يستخدم نموذجًا حاسوبيًا رقميًا لإعادة التنبؤ بالطقس من منتصف الدورة السابقة كاختصار، وحين أدخل الشرط الأولي (0.506) من النسخة المطبوعة بدلاً من إدخال القيمة الدقيقة الكاملة (0.506127) نتج سيناريو طقس مختلف تمامًا، وفي عام 1963 نشر دراسة نظرية عن هذا التأثير في ورقة مؤثرة وكثيرة الاقتباس بعنوان (Deterministic Nonperiodic Flow)، وفيها تمت الحسابات باستخدام حاسوب من نوع (Royal McBee LGP-30).
استخدم لورنتز مصطلح الفراشة لاحقًا بعد اقتراح ذلك من زملائه، فعندما فشل في تقديم عنوان لخطاب كان سيلقيه في الاجتماع الـ 139 للجمعية الأمريكية لتقدم العلوم في عام 1972، قام فيليب ميريلز باقتراح العبارة:«هل تؤدي رفرفة أجنحة فراشة في البرازيل إلى إعصار في ولاية تكساس؟» كعنوان، وعلى الرغم من أن فكرة «رفرفة جناحي الفراشة» ظلت ثابتة في التعبير عن هذا المفهوم، إلا أن مكان الفراشة والعواقب وأماكنها تباينت بشكل كبير.
تشير العبارة إلى فكرة مفادها أن أجنحة الفراشة قد تحدث تغيرات بسيطة في الجو يمكنها في النهاية أن تغير مسار أو تؤخر أو تسرع أو حتى تمنع حدوث إعصار في مكان آخر، وهذا لا يعني أن الفراشة تقوم بتوليد الطاقة أو إنشاء الإعصار مباشرة، ولكن المقصود من المصطلح أن رفرفة الأجنحة جزء من الظروف البدئية؛ بحيث تؤدي مجموعة ما من الظروف إلى إعصار وأخرى لا، وبذلك تمثل رفرفة الجناح تغيرًا طفيفًا في الحالة الأولية للنظام يؤدي إلى تغير شامل في الأحداث (قارن: تأثير الدومينو)، أي لو لم تكن الفراشة ترفرف بجناحيها، فقد يكون مسار النظام مختلفًا إلى حد كبير - ولكن من الممكن أيضًا أن تكون مجموعة الظروف بدون الفراشة التي ترفرف بجناحيها هي المجموعة التي تؤدي إلى إعصار.
يمثل تأثير الفراشة تحديًا واضحًا للتنبؤ، إذ لا يمكن أبدًا معرفة الظروف البدئية لنظام مثل الطقس بدقة تامة، وقد ساهمت هذه المشكلة بتطوير تنبؤ المجموعات (وهي طريقة تستخدم التنبؤ الرقمي للطقس)، وفيها يتم إعداد مجموعة من التكهنات من الظروف البدئية المقلقة.
ومنذ ذلك الحين، جادل بعض العلماء بأن نظام الطقس ليس حساسًا للظروف البدئية كما كان يُعتقد سابقًا، ويقول ديفيد أوريل بأن المساهم الرئيسي في خطأ التنبؤ بالطقس هو خطأ في النموذج وأن الحساسية للظروف البدئية تلعب دورًا صغيرًا نسبيًا، كما يشير ستيفن ولفرام إلى أن معادلات لورنتز مبسطة للغاية ولا تحتوي على مصطلحات تعبر عن التأثيرات اللزجة التي يعتقد أنها تميل إلى تقليص الاختلالات الصغيرة.
تُظهِر هذه الصورتين جزأين من تطور ثلاثي الأبعاد لمسارين (أحدهما باللون الأزرق والآخر باللون الأصفر) خلال نفس الفترة الزمنية في نظام لورينتز بدءًا من نقطتين مبدئيتين تختلفان بمقدار 10-5 فقط في البعدX، في البداية يبدو المساران متشابهان كما يتضح من الفرق الصغير في الإحداثيات على البعد z للمسارات الزرقاء والصفراء، ولكن عند t> 23 يكون الفرق كبيرًا تبعًا لقيمة المسار، ويشير الموضع الأخير للأكواز إلى أن المسارين أصبحا غير متماثلين عند t = 30.
رسم توضيحي لنظام لورينتز يبين الارتقاء المتواصل.

## التوضيح
| تأثير الفراشة في جذب لورينتز | تأثير الفراشة في جذب لورينتز | تأثير الفراشة في جذب لورينتز |
| --- | ---------------------------- | ---------------------------- |
| الزمن 0 ≤ t ≤ 30 (أكبر) | الزمن 0 ≤ t ≤ 30 (أكبر)      | الإحداثيz (أكبر)             |
| |                              |                              |
| تُظهِر هذه الصورتين جزأين من تطور ثلاثي الأبعاد لمسارين (أحدهما باللون الأزرق والآخر باللون الأصفر) خلال نفس الفترة الزمنية في نظام لورينتز بدءًا من نقطتين مبدئيتين تختلفان بمقدار 10-5 فقط في البعدX، في البداية يبدو المساران متشابهان كما يتضح من الفرق الصغير في الاحداثيات على البعد z للمسارات الزرقاء والصفراء، ولكن عند t > 23 يكون الفرق كبيرًا تبعًا لقيمة المسار، ويشير الموضع الأخير للأكواز إلى أن المسارين أصبحا غير متماثلين عند t = 30 |                              |                              |
| رسم توضيحي لنظام لورينتز يبين الارتقاء المتواصل. |                              |                              |

## في الأنظمة الفيزيائية

### في الطقس
أكثر ما يشاهد تأثير الفراشة في مجال الطقس، وهذا ما يمكن إظهاره بسهولة في نماذج التنبؤ بالطقس القياسية، ومع توضيح علماء المناخ لأهمية نظرية الفوضى في تطور أساليب التنبؤ بالطقس والنماذج الحساسة للشروط البدئية، إلا أنهم يضيفون هذا التنبيه: «بالطبع وجود فراشة غير معروفة ترفرف بجناحيها ليس له تأثير مباشر على التنبؤات الجوية، فالأمر سيستغرق وقتًا طويلًا جدًا حتى ينمو هذا الاضطراب الصغير إلى حجم كبير، ولدينا العديد من الاحتمالات المباشرة للقلق حيالها، وبذلك فالتأثير المباشر لهذه الظاهرة على التنبؤ بالطقس غالبًا ما يكون مبالغًا فيه إلى حد ما».

## في الثقافة الشعبية
أشار الصحفي بيتر ديزيكس إلى أن الثقافة الشعبية تحب فكرة تأثير الفراشة، ولكنها تخطئ فهمها، ففي حين نجح لورنتز باستخدامه استعارة الفراشة بإيضاح أن القدرة على التنبؤ «محدودة بطبيعتها»، إلا أن الثقافة الشعبية تفترض أنه يمكن تفسير كل حدث من خلال العثور على الأسباب الصغيرة التي سببت ذلك، ويشرح ديزيكس: «إنه يخاطب توقعنا الأكبر بأن العالم يجب أن يكون مفهومًا - أن كل شيء يحدث لسبب ما، وأنه يمكننا تحديد كل تلك الأسباب مهما كانت صغيرة، ولكن الطبيعة نفسها تتحدى هذا التوقع».